# 393 a.C.

## Eventos
- Lúcio Valério Potito e Públio Cornélio Maluginense são eleitos cônsules romanos. Porém, renunciam e dão lugar a Lúcio Lucrécio Tricipitino Flavo e Sérvio Sulpício Camerino, cônsules sufectos.